# František Florian
František Florian (2. dubna 1842, Holubice – 27. listopadu 1920, Velké Meziříčí) byl moravský římskokatolický duchovní a učitel Jakuba Demla.

## Život
František Florian pocházel z Holubic na Vyškovsku. Vystudoval teologii v brněnském semináři a v roce 1866 byl vysvěcen na kněze. Od roku 1873 pak působil jako farář v Tasově. Vedle kněžské služby se velmi věnoval spolkovému životu. I s jeho přispěním byl v Tasově otevřen katolický obchod, jehož provozovatelem byl spolkem jmenován Jakub Deml starší, otec pozdějšího kněze, básníka a spisovatele Jakuba Demla. Obchod se však brzy dostal do velkých problémů, které Jakub Deml starší těžce nesl a v důsledku psychického tlaku, který na něj vyvíjel mimo jiné i farář Florian, se chtěl dokonce pokusit o sebevraždu. Jakub Deml (mladší) toto faráři Florianovi dlouho nemohl zapomenout a to se mimo jiné obrazilo i v jeho díle. Faráře Floriana několikrát zmiňuje ve své knize Mohyla, která je vlastně jakousi kronikou Demlova rodu. V prvních vydáních líčí faráře Floriana jako jasně negativní postavu, které upírá jakékoliv pozitivní vlastnosti. V pozdějších letech se však Demlův pohled na Františka Floriana do jisté míry změnil. To se projevilo i v pozdějších redakcích Mohyly, kde Deml jeho úlohu v historii své rodiny značně zneutralizoval. Dokonce vzpomněl, jak při svých seminárních studiích při zkoušce z katechetiky použil exempla, která od Floriana převzal, a měl s nimi velký úspěch.

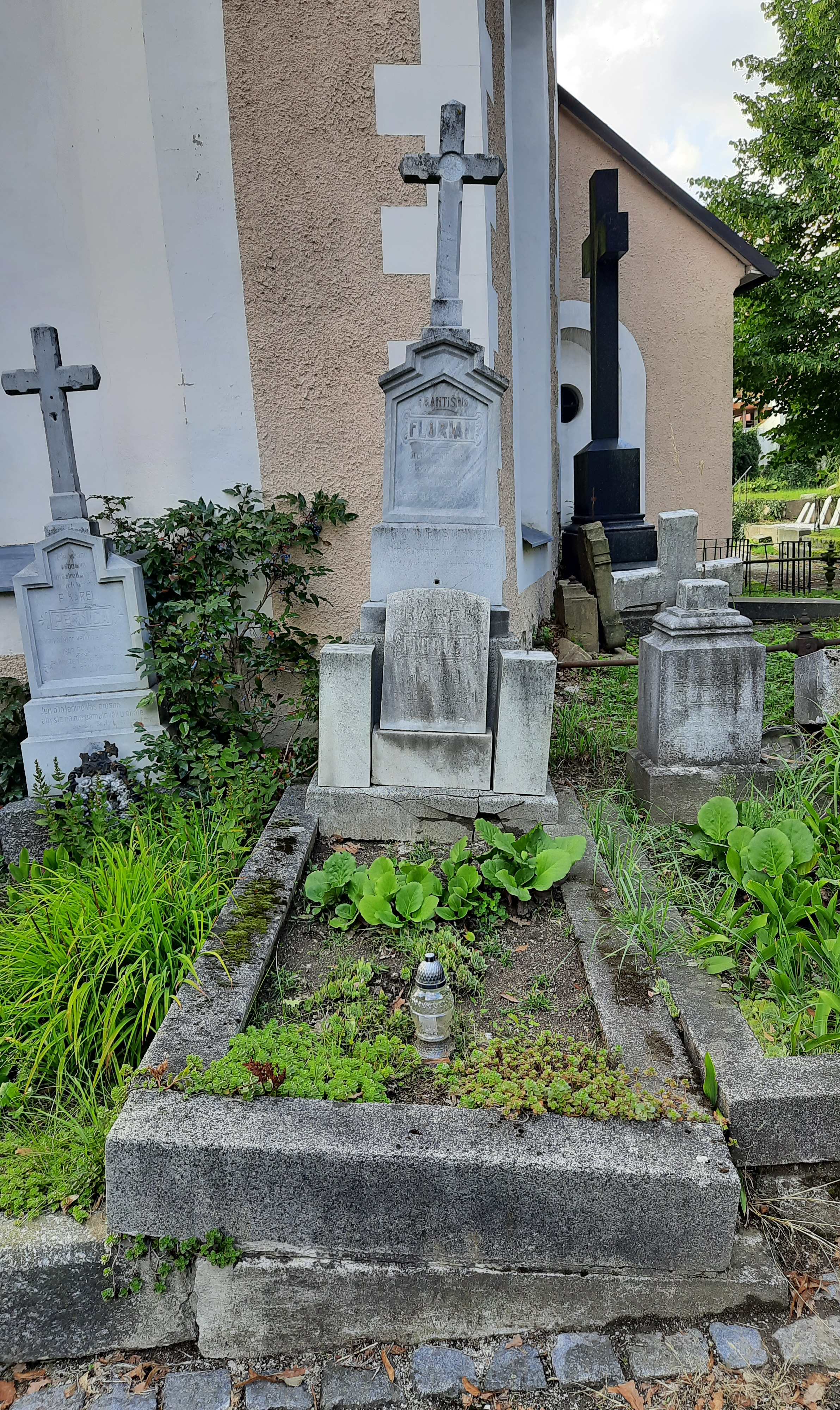
Hrob Františka Floriana na hřbitově u kostelíka Nejsvětější Trojice ve Velkém Meziříči

František Florian své působení v Tasově ukončil v roce 1895 a odešel do Velkého Meziříčí, kde působil jako kooperátor až do roku 1916, kdy odešel na penzi. Nějaký čas byl také děkanem velkomeziříčského děkanátu. Žil dále jako kněz-penzista ve Velkém Meziříčí, a to až do své smrti na podzim roku 1920. Pohřben byl na starém hřbitově ve Velkém Meziříčí "na Moráni" u kostelíka Nejsvětější Trojice.